# Pristanepa
Pristanepa là một chi bướm đêm thuộc họ Erebidae.